# Aloysius Murwito
Aloysius Murwito OFM (ur. 20 grudnia 1950 w Sleman-Yogya) – indonezyjski duchowny katolicki, biskup diecezjalny Agats od 2002.

## Życiorys
W 1977 wstąpił do zakonu franciszkanów, w którym złożył śluby wieczyste 6 stycznia 1982. Święcenia kapłańskie otrzymał 7 lipca 1982. Pełnił funkcje m.in. radnego prowincjalnego (1993-1995), prowincjała (1995-2001) oraz wikariusza prowincjalnego w Indonezji (2001-2002).
7 czerwca 2002 papież Jan Paweł II mianował go biskupem diecezjalnym Agats. Sakry udzielił mu 15 września 2002 metropolita Merauke - arcybiskup Jacobus Duivenvoorde.